# Это в наших силах
«Это в наших силах» — советский сатирический рисованный мультфильм 1970 года, созданный на киностудии «Союзмультфильм» режиссёром Львом Атамановым по рисункам Херлуфа Бидструпа. Учит защите, сохранению мира и недопущению возрождения фашизма.

## Сюжет
Из яйца с нацистской свастикой, на глазах американских империалистов, вылупляется чёрный орлёнок, которого эти империалисты — банкир и военный, — попеременно начинают кормить деньгами и оружием. В это время в разных городах мира (Лондоне, Париже, Москве, Токио) идёт повседневная жизнь — встречаются влюблённые пары, подрастает молодое поколение.
Птенец меж тем съедает всё большее количество оружия, вырастает и превращается в фантастическую гигантскую хищную птицу, летящую над миром, вызывая страх и панику среди людей Земли. Чёрный орёл сбрасывает свои перья-бомбы на земли Вьетнама, взрывая и сжигая всё вокруг. Неожиданно на пути орла появляются маленькие белые голуби, мешающие ему выполнять страшную работу. Эти голуби появляются в результате протестов мирных людей и общественности всех стран. Голубей становится всё больше и больше, они собираются в огромную стаю в виде голубя, превосходящего своими размерами орла. «Голубь» преследует орла, окутывает его своей массой и разрушает. Ощипанный орёл в виде разваливающейся свастики падает и тонет в океане. На Земле вновь становится спокойно и мирно.

## Создатели
| Сценарий и постановка     | Льва Атаманова |
| Сценарий при участии      | Херлуфа Бидструпа |
| Эскизы                    | Херлуфа Бидструпа |
| Художник-постановщик      | Борис Корнеев |
| Композитор                | Никита Богословский |
| Оператор                  | Михаил Друян |
| Звукооператор             | Георгий Мартынюк |
| Художники-мультипликаторы | Рената Миренкова, Виолетта Колесникова, Валерий Угаров, Юрий Кузюрин, Анатолий Петров, Александр Давыдов, Владимир Крумин, Анатолий Абаренов, Валентин Кушнерёв |

## Отзыв критика
Интересно приобщение к мультипликации крупного современного художника-графика — Херлуфа Бидструпа. Художник тонко сочетает трогательное и смешное, гнев и ярость сатиры и мягкий юмор.

Совместно с Херлуфом Бидструпом и по его рисункам Лев Атаманов сделал ещё одну картину — антивоенный фильм-плакат «Это в наших силах».
— Асенин С. В. Волшебники экрана, с. 178-179